# Mira Foundation
Die Mira Foundation ist eine kanadische Hilfsorganisation, die Hunde für körperlich Behinderte ausbildet. 

## Beschreibung
Die Mira Foundation wurde 1981 von Éric St-Pierre gegründet. Inzwischen hat er verschiedene Preise für seinen Einsatz erhalten. In Sainte-Madeleine,  Québec, in der Nähe von Montréal, züchtet er die neue Hunderasse Labernese – eine Kreuzung zwischen Labrador Retriever und Berner Sennenhund. Im Welpenalter zwischen 2 und 12 Monaten leben die Hunde in einer Pflegefamilie um sich an Menschen zu gewöhnen. Die Hunde werden speziell für die individuellen Bedürfnisse ihres zukünftigen Besitzers 18 bis 24 Monate lang trainiert. Es werden ca. 1000 Hunde kostenlos für Bedürftige, vor allem für sehbehinderte  Jugendliche, zur Verfügung gestellt. Die Mira Foundation stellt als einzige Organisation Hunde für Jugendliche unter 15 Jahren zur Verfügung und zwar ab dem Alter von elf Jahren. 
Der hauptsächliche Wirkungsbereich ist Kanada. Es wurden aber auch schon Hunde in Frankreich und Mexiko eingesetzt. Ziel dieser nichtstaatlichen Organisation ist es, Menschen mit körperlichen Handicaps ein unabhängigeres Leben zu ermöglichen.
Ab April 2006 gibt es in Kanada ein Kochbuch in französischer Sprache mit dem Titel Le festin de MIRA. 74 kanadische Prominente haben dazu beigetragen um für die Mira Foundation Spenden zu sammeln.
Der kanadische Schauspieler Roy Dupuis nahm jahrelang am Défi Vision-Autorennen teil, bei dem Blinde lenken und die sehenden Beifahrer Anweisungen geben. 2006 fand zum letzten Mal eine mehrtägige Wohltätigkeitsveranstaltung mit diesem Autorennen, einer Versteigerung und anderen Aktivitäten statt und zwar vom 14. bis 16. Juni, allerdings ohne Dupuis, da er beruflich verhindert war.